# Charaxes cryanae
Charaxes cryanae är en fjärilsart som beskrevs av Le Cerf 1932. Charaxes cryanae ingår i släktet Charaxes och familjen praktfjärilar. Inga underarter finns listade i Catalogue of Life.